# ロータスランド
ロータスランド（欧字名:Lotus Land、2017年1月31日 - ）は、アメリカ生産、日本調教の競走馬。主な勝ち鞍は2021年の関屋記念、2022年の京都牝馬ステークス。
馬名の意味は、桃源郷。

## 概要
吉田直哉が経営するアメリカの牧場で出生。その後馬主の小林英一により、自身が所有していたゴールドシップへの交配を目的に購入、日本へ輸入された。

## 戦績

### 2歳（2019年）
9月21日阪神の新馬戦（芝1600m）に1番人気で出走。2番手追走から直線で抜け出すとスワーヴドンに1馬身3/4差をつけデビュー戦を飾る。この新馬戦には後のGⅠ馬パンサラッサも出走していた(4番人気6着)。続く10月12日のもみじステークスでは道中3番手追走から直線半ばで先頭立つもラウダシオンにかわされ2着となる。12月8日の阪神ジュベナイルフィリーズは見せ場なく12着と大敗し、2歳シーズンを終える。

### 3歳（2020年）
5月23日新潟の早苗賞で復帰。2番手追走から最後の直線で逃げ粘るバビットと競り合いになるもクビ差の2着に惜敗する。その後は休養に入った。

### 4歳（2021年）
2月20日阪神の1勝クラス（芝1600m）では中団から直線で脚を伸ばし2着。2月28日を以て管理調教師の角居勝彦が引退したため、翌3月1日附で辻野泰之厩舎に転厩。3月28日阪神の1勝クラス（芝1600m）では3番手追走から抜け出して2勝目をマークする。4月18日の須磨特別は道中好位追走から直線で鮮やかに抜け出し2連勝。格上挑戦となった6月19日の米子ステークスでは3番手追走から直線半ばで先頭に立つと後続に1馬身3/4差つけ快勝した。7月18日の中京記念では2番手追走も直線で伸びを欠いて5着に終わる。8月15日の関屋記念では道中3番手で追走し、直線で内ラチから鋭く脚を伸ばすと最後はカラテの追撃を退け重賞初制覇を果たした。この段階でサマーマイルシリーズにおいてもトップに立っていたが、唯一逆転トップの可能性があったアンドラステ（中京記念勝ち馬）が、シリーズ最終戦の京成杯オータムハンデキャップには出馬登録しなかったため、これによりサマーマイルシリーズのチャンピオンとなった。次走、富士ステークスは初めて逃げを打ったが10着に敗れた。続くマイルチャンピオンシップは12着に沈んだ。

### 5歳（2022年）
5歳初戦として、京都牝馬ステークス(GIII)に出走。レースでは直線入り口で先頭に立ってゴールまで押し切り、好位のインから伸びた1番人気スカイグルーヴに半馬身差をつけ優勝。鞍上の岩田望来は重賞初制覇を果たした。初のスプリント戦となった高松宮記念では道中中団追走から直線で外へ持ち出して懸命に追い上げたが、勝ち馬ナランフレグにクビ差及ばず2着となった。ミルコ・デムーロと新たにコンビを組んだ安田記念では中団から脚を溜めるも直線で伸びを欠いて10着と惨敗する。秋に入り、スワンステークスは6着、2年連続での出走となったマイルチャンピオンシップは8着、年末の阪神カップは9着と精彩を欠いた。

### 6歳（2023年）
6歳初戦として、京都牝馬ステークス(GIII)に出走。レースでは、途中で最後方まで下げたものの、直線に向くと、最内から鋭く伸び、メンバーで唯一の上がりで32秒台の末脚を見せ、3着まで着順を上げた。鞍上の岩田康誠騎手は「大外枠で後ろからになりました。それでも、こういうレースができたことは次につながると思う」とコメントしている。この後、高松宮記念とヴィクトリアマイルは共に6着という結果に終わる。
2年ぶりの勝利を目指し出走した関屋記念では道中3番手追走も直線で一杯になり12着と大敗。10月のスワンステークスでは11番人気と低評価であったが、道中後方2番手追走から最後の直線で鋭く脚を伸ばし3着と好走した。年末の阪神カップでは6着に敗れこの年は未勝利となった。

### 7歳（2024年）
3年連続での出走となった京都牝馬ステークスでは道中最後方追走から追い上げるも6着に敗れる。引退レースとなった3月24日の高松宮記念では後方から鋭く脚を伸ばして5着と掲示板を確保した。3月29日をもってJRAの競走馬登録を抹消、引退後は北海道浦河町の三嶋牧場で繁殖牝馬となる。

## 競走成績
以下の内容は、JBISサーチおよびnetkeiba.comに基づく。
| 競走日     | 競馬場 | 競走名         | 格   | 距離（馬場）  | 頭 数 | 枠 番 | 馬 番 | オッズ （人気） | 着順 | タイム （上り3F） | 着差 | 騎手        | 斤量 [kg] | 1着馬（2着馬）         | 馬体重 [kg] |
| ---------- | ------ | -------------- | ---- | ------------- | ----- | ----- | ----- | --------------- | ---- | ----------------- | ---- | ----------- | --------- | ---------------------- | ----------- |
| 2019.09.21 | 阪神   | 2歳新馬        |      | 芝1600m（良） | 15    | 4     | 7     | 002.90（1人）   | 01着 | R1:37.2（34.0）   | -0.3 | 0福永祐一   | 54        | （スワーヴドン）       | 464         |
| 0000.10.12 | 京都   | もみじS        | OP   | 芝1400m（不） | 11    | 2     | 2     | 002.80（2人）   | 02着 | R1:24.3（36.0）   | -0.2 | 0福永祐一   | 54        | ラウダシオン           | 462         |
| 0000.12.08 | 阪神   | 阪神JF         | GI   | 芝1600m（良） | 16    | 4     | 7     | 057.20（8人）   | 12着 | R1:35.4（37.8）   | -2.7 | 0藤岡康太   | 54        | レシステンシア         | 456         |
| 2020.05.23 | 新潟   | 早苗賞         | 1勝  | 芝1800m（良） | 14    | 5     | 7     | 006.90（4人）   | 02着 | R1:47.8（33.7）   | -0.0 | 0藤田菜七子 | 54        | バビット               | 466         |
| 2021.02.20 | 阪神   | 4歳上1勝クラス |      | 芝1600m（良） | 15    | 4     | 6     | 002.80（1人）   | 02着 | R1:33.4（33.9）   | -0.5 | 0武豊       | 55        | リアンティサージュ     | 470         |
| 0000.03.28 | 阪神   | 4歳上1勝クラス |      | 芝1600m（稍） | 11    | 7     | 9     | 001.60（1人）   | 01着 | R1:34.3（34.5）   | -0.4 | 0藤岡康太   | 55        | （ノストラダムス）     | 468         |
| 0000.04.18 | 阪神   | 須磨特別       | 2勝  | 芝1800m（稍） | 7     | 4     | 4     | 001.40（1人）   | 01着 | R1:48.7（33.2）   | -0.2 | 0藤岡康太   | 55        | （ジュンライトボルト） | 462         |
| 0000.06.19 | 阪神   | 米子S          | L    | 芝1600m（重） | 15    | 7     | 13    | 003.90（2人）   | 01着 | R1:35.0（35.8）   | -0.3 | 0岩田望来   | 54        | （スマートリアン）     | 468         |
| 0000.07.18 | 小倉   | 中京記念       | GIII | 芝1800m（良） | 12    | 5     | 5     | 004.70（3人）   | 05着 | R1:46.6（34.9）   | -0.4 | 0藤岡康太   | 54        | アンドラステ           | 470         |
| 0000.08.15 | 新潟   | 関屋記念       | GIII | 芝1600m（良） | 17    | 3     | 6     | 009.70（4人）   | 01着 | R1:32.7（34.1）   | -0.2 | 0田辺裕信   | 54        | （カラテ）             | 462         |
| 0000.10.23 | 東京   | 富士S          | GII  | 芝1600m（良） | 17    | 3     | 5     | 005.80（3人）   | 10着 | R1:34.1（35.4）   | -0.9 | 0田辺裕信   | 54        | ソングライン           | 472         |
| 0000.11.21 | 阪神   | マイルCS       | GI   | 芝1600m（良） | 16    | 5     | 10    | 048.50（9人）   | 12着 | R1:33.5（33.9）   | -0.9 | 0田辺裕信   | 55        | グランアレグリア       | 466         |
| 2022.02.19 | 阪神   | 京都牝馬S      | GIII | 芝1400m（良） | 18    | 4     | 7     | 006.90（5人）   | 01着 | R1:19.7（33.8）   | -0.1 | 0岩田望来   | 56        | （スカイグルーヴ）     | 484         |
| 0000.03.27 | 中京   | 高松宮記念     | GI   | 芝1200m（重） | 18    | 5     | 9     | 012.90（5人）   | 02着 | 01:08.3（34.3）   | -0.0 | 0岩田望来   | 55        | ナランフレグ           | 476         |
| 0000.06.05 | 東京   | 安田記念       | GI   | 芝1600m（良） | 18    | 2     | 3     | 036.2（11人）   | 10着 | R1:32.7（33.5）   | -0.4 | 0M.デムーロ | 56        | ソングライン           | 484         |
| 0000.10.29 | 阪神   | スワンS        | GII  | 芝1400m（良） | 18    | 4     | 7     | 005.70（3人）   | 06着 | R1:20.1（34.4）   | -0.3 | 0岩田望来   | 54        | ダイアトニック         | 486         |
| 0000.11.20 | 阪神   | マイルCS       | GI   | 芝1600m（良） | 17    | 4     | 8     | 108.0（15人）   | 08着 | R1:32.9（33.9）   | -0.4 | 0岩田望来   | 55        | セリフォス             | 482         |
| 0000.12.24 | 阪神   | 阪神C          | GII  | 芝1400m（良） | 18    | 5     | 10    | 004.50（3人）   | 09着 | R1:20.6（35.8）   | -0.4 | 0岩田望来   | 55        | ダイアトニック         | 480         |
| 2023.02.18 | 阪神   | 京都牝馬S      | GIII | 芝1400m（良） | 18    | 8     | 18    | 006.00（3人）   | 03着 | R1:20.6（32.8）   | -0.2 | 0岩田康誠   | 56        | ララクリスティーヌ     | 478         |
| 0000.03.26 | 中京   | 高松宮記念     | GI   | 芝1200m（不） | 18    | 4     | 8     | 007.00（4人）   | 06着 | R1:12.0（35.6）   | -0.5 | 0岩田康誠   | 56        | ファストフォース       | 484         |
| 0000.05.14 | 東京   | ヴィクトリアM  | GI   | 芝1600m（良） | 16    | 1     | 1     | 108.7（12人）   | 06着 | R1:32.8（34.3）   | -0.6 | 0横山典弘   | 56        | ソングライン           | 482         |
| 0000.08.13 | 新潟   | 関屋記念       | GIII | 芝1600m（良） | 17    | 7     | 14    | 005.80（3人）   | 12着 | R1:32.9（34.0）   | -0.8 | 0内田博幸   | 55        | アヴェラーレ           | 472         |
| 0000.10.28 | 京都   | スワンS        | GII  | 芝1400m（良） | 18    | 8     | 18    | 033.7（11人）   | 03着 | R1:20.1（33.5）   | -0.2 | 0岩田康誠   | 55        | ウイングレイテスト     | 488         |
| 0000.12.23 | 阪神   | 阪神C          | GII  | 芝1400m（良） | 17    | 8     | 15    | 044.7（10人）   | 06着 | R1:19.5（34.0）   | -0.2 | 0岩田康誠   | 56        | ウインマーベル         | 498         |
| 2024.02.17 | 京都   | 京都牝馬S      | GIII | 芝1400m（良） | 18    | 8     | 18    | 010.30（5人）   | 06着 | R1:20.6（33.3）   | -0.3 | 0松山弘平   | 55        | ソーダズリング         | 492         |
| 0000.03.24 | 中京   | 高松宮記念     | GI   | 芝1200m（重） | 18    | 6     | 12    | 035.0（12人）   | 05着 | R1:09.6（33.7）   | -0.7 | 0岩田康誠   | 56        | マッドクール           | 496         |

## 血統表
| ロータスランドの血統              | ロータスランドの血統                                              | ロータスランドの血統                                              | （血統表の出典）                                                  | （血統表の出典） |
| 父系                              | ロベルト系                                                        | ロベルト系                                                        | ロベルト系                                                        | [ § 2 ]          |
| 父 Point of Entry 2008 鹿毛       | 父の父Dynaformer 1985 黒鹿毛                                      | Roberto                                                           | Hail to Reason                                                    | Hail to Reason   |
| 父 Point of Entry 2008 鹿毛       | 父の父Dynaformer 1985 黒鹿毛                                      | Roberto                                                           | Bramalea                                                          |                  |
| 父 Point of Entry 2008 鹿毛       | 父の父Dynaformer 1985 黒鹿毛                                      | Andover Way                                                       | His Majesty                                                       | His Majesty      |
| 父 Point of Entry 2008 鹿毛       | 父の父Dynaformer 1985 黒鹿毛                                      | Andover Way                                                       | On the Trail                                                      |                  |
| 父 Point of Entry 2008 鹿毛       | 父の母Matlacha Pass 1997 鹿毛                                     | Seeking the Gold                                                  | Mr. Prospector                                                    | Mr. Prospector   |
| 父 Point of Entry 2008 鹿毛       | 父の母Matlacha Pass 1997 鹿毛                                     | Seeking the Gold                                                  | Con Game                                                          |                  |
| 父 Point of Entry 2008 鹿毛       | 父の母Matlacha Pass 1997 鹿毛                                     | Our Country Place                                                 | Pleasant Colony                                                   | Pleasant Colony  |
| 父 Point of Entry 2008 鹿毛       | 父の母Matlacha Pass 1997 鹿毛                                     | Our Country Place                                                 | *メイプルジンスキー                                               |                  |
| 母 Little Miss Muffet 2009 黒鹿毛 | 母の父Scat Daddy 2004 黒鹿毛                                      | *ヨハネスブルグ                                                   | *ヘネシー                                                         | *ヘネシー        |
| 母 Little Miss Muffet 2009 黒鹿毛 | 母の父Scat Daddy 2004 黒鹿毛                                      | *ヨハネスブルグ                                                   | Myth                                                              |                  |
| 母 Little Miss Muffet 2009 黒鹿毛 | 母の父Scat Daddy 2004 黒鹿毛                                      | Love Style                                                        | Mr. Prospector                                                    | Mr. Prospector   |
| 母 Little Miss Muffet 2009 黒鹿毛 | 母の父Scat Daddy 2004 黒鹿毛                                      | Love Style                                                        | Likeable Style                                                    |                  |
| 母 Little Miss Muffet 2009 黒鹿毛 | 母の母Jenna S. 1994 黒鹿毛                                        | Kris S.                                                           | Roberto                                                           | Roberto          |
| 母 Little Miss Muffet 2009 黒鹿毛 | 母の母Jenna S. 1994 黒鹿毛                                        | Kris S.                                                           | Sharp Queen                                                       |                  |
| 母 Little Miss Muffet 2009 黒鹿毛 | 母の母Jenna S. 1994 黒鹿毛                                        | Shapiro's Mistress                                                | Unpredictable                                                     | Unpredictable    |
| 母 Little Miss Muffet 2009 黒鹿毛 | 母の母Jenna S. 1994 黒鹿毛                                        | Shapiro's Mistress                                                | Anytime Ms.                                                       |                  |
| 母系(F-No.)                       | 3号族(FN:3)                                                       | 3号族(FN:3)                                                       | 3号族(FN:3)                                                       | [ § 3 ]          |
| 5代内の近親交配                   | Roberto 3×4, Mr. Prospector 4×4, His Majesty 4×5, Nijinsky II 5×5 | Roberto 3×4, Mr. Prospector 4×4, His Majesty 4×5, Nijinsky II 5×5 | Roberto 3×4, Mr. Prospector 4×4, His Majesty 4×5, Nijinsky II 5×5 | [ § 4 ]          |
| 出典                              | 1. 2. 3. 4.                                                       | 1. 2. 3. 4.                                                       | 1. 2. 3. 4.                                                       | 1. 2. 3. 4.      |